# Tonawanda (hrabstwo Erie)
Tonawanda – jednostka osadnicza w Stanach Zjednoczonych, w stanie Nowy Jork, w hrabstwie Erie. Według spisu powszechnego z 2010 roku zamieszkana przez 58 144 osoby. Powierzchnia wynosi 44,8 km².